# Indiai orrszarvú
Az indiai orrszarvú (Rhinoceros unicornis) a páratlanujjú patások (Perissodactyla) rendjébe, ezen belül az orrszarvúfélék (Rhinocerotidae) családjába tartozó faj.
Az állat a Rhinoceros emlősnem típusfaja.

## Előfordulása
Valaha az indiai orrszarvú az Indiai szubkontinens északi részén élt Pakisztántól az indiai-mianmari határig. Valószínűleg Mianmar, Dél-Kína és az Indokínai-félsziget területén is élhetett. Napjainkban Indiában (Nyugat-Bengál, Uttar Prades, Asszám) és Nepálban él. A folyómenti füves élőhelyeket részesíti előnyben, melyek közelében mocsaras és erdős területek is vannak.

## Megjelenése
Az indiai orrszarvú a legnagyobb termetű ázsiai orrszarvúfaj. A nőstények testhossza 310–340 centiméter és 368–380 centiméter a hímeké, marmagassága pedig 163–193 centiméter, a nőstényeknél pedig 147–173 centiméter. Testtömege átlagosan 1600 kilogramm nőstényeknél és 2070−2200 kilogramm hímeknél. Az öregebb hímek ennél jóval nagyobbra is megnőhetnek, tömegük elérheti a 4000 kilogrammot. A 2–5 centiméter vastag, barnásszürke bőre gazdagon redőzött, melynek hatására megjelenése a középkori lovagok páncélzatára emlékeztet – ezért nevezik a fajt páncélos orrszarvúnak is. A redőkben a bőre vékony, és világos színű. Szőrzet csupán a farok és a fülek végén található. Jellegzetes – névadó – szerve a tülök. Az indiai orrszarvú fején egyetlen tülök van, melynek hossza elérheti az 57,2  cm-t és a 3,051 kg-ot, legtöbbször azonban 25 cm. Anyaga szaru.

## Életmódja
Az indiai orrszarvú többnyire magányosan él, kivéve a borjakat nevelő nőstényeket. A hímek saját territóriumot birtokolnak, ezek a területek azonban kis mértékben átfednek egymással. Az állatok a területükön belül meghatározott ösvényeket használnak, melyeket a lábukon lévő mirigyek váladékával, vizeletükkel és ürülékükkel jelölnek meg. Az ürülékhalmok fontos helyszínei az egyedek közötti kommunikációnak, mivel gyakran több egyed is ugyanazt az ürülékhalmot használja. A nőstények a különböző hímek territóriumaiban szabadon járnak. A hímek alkalmanként heves harcot vívhatnak, melyben hosszú metszőfogaikat is használják; ennek eredményeként mély sebeket ejthetnek egymáson, melyek akár a vesztes fél halálát is okozhatják. Azonban ha bőséges a táplálékellátottság, az sem ritka, hogy néhány állat békésen legelészik együtt. Szívesen dagonyáznak, mely segíti a hőszabályozásukat, és védelmet nyújt a kórokozók ellen is. Gyorsan futnak, sebességük akár 50 km/h is lehet, emellett igen jól is úsznak. Szaglásuk és hallásuk kiváló, látásuk azonban igen gyenge. A fiatal egyedekre a tigrisek jelenthetnek veszélyt, a felnőtt állatok egyetlen ellensége azonban csak az ember.

### Táplálkozása

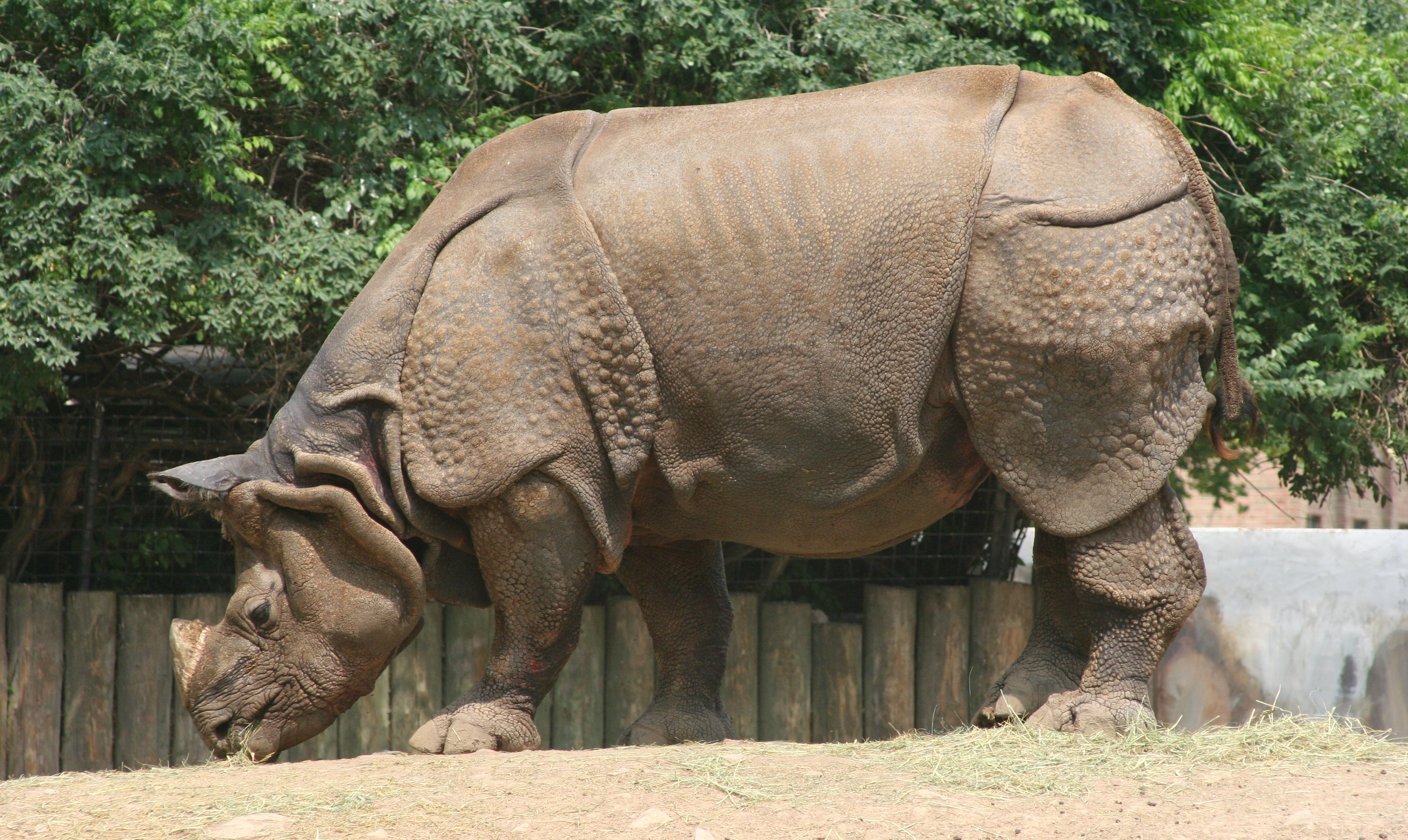

Az indiai orrszarvú növényevő. Naponta testsúlyának mintegy 1%-ának megfelelő mennyiségű, az évszaknak megfelelően igen változatos táplálékot fogyaszt, melynek körülbelül 80%-át fűfélék alkotják, emellett gyümölcsöket, leveleket, fák és bokrok ágait, vízinövényeket is esznek, de elfogyasztja a mezőgazdasági terményeket is. A legeléshez mozgékony felső ajkát használja.

## Szaporodása
Nincs kiemelt szaporodási időszakuk, egész évben párosodhatnak. Az udvarlás kicsit agresszívnak tűnik, mivel a hím hevesen űzi a nőstényt. A nőstények átlagosan három évente, mintegy 16 hónapos (465–490 napos) vemhesség után egy borjúnak adnak életet. Az utód tömege születéskor körülbelül 65 kg, mely gyorsan növekszik, a naponta elfogyasztott 20–30 liter tej hatására naponta 1–2 kg-ot gyarapszik testtömege. Bár a borjak már 3–5 hónapos korukban elkezdenek szilárd táplálékot is fogyasztani, 18–20 hónapos korukig még szopnak. Ivarérettségüket a nőstények 5–7, a hímek 8–10 éves korukban érik el. Várható maximális élettartamuk 40 év körül van.

## Természetvédelmi állapota

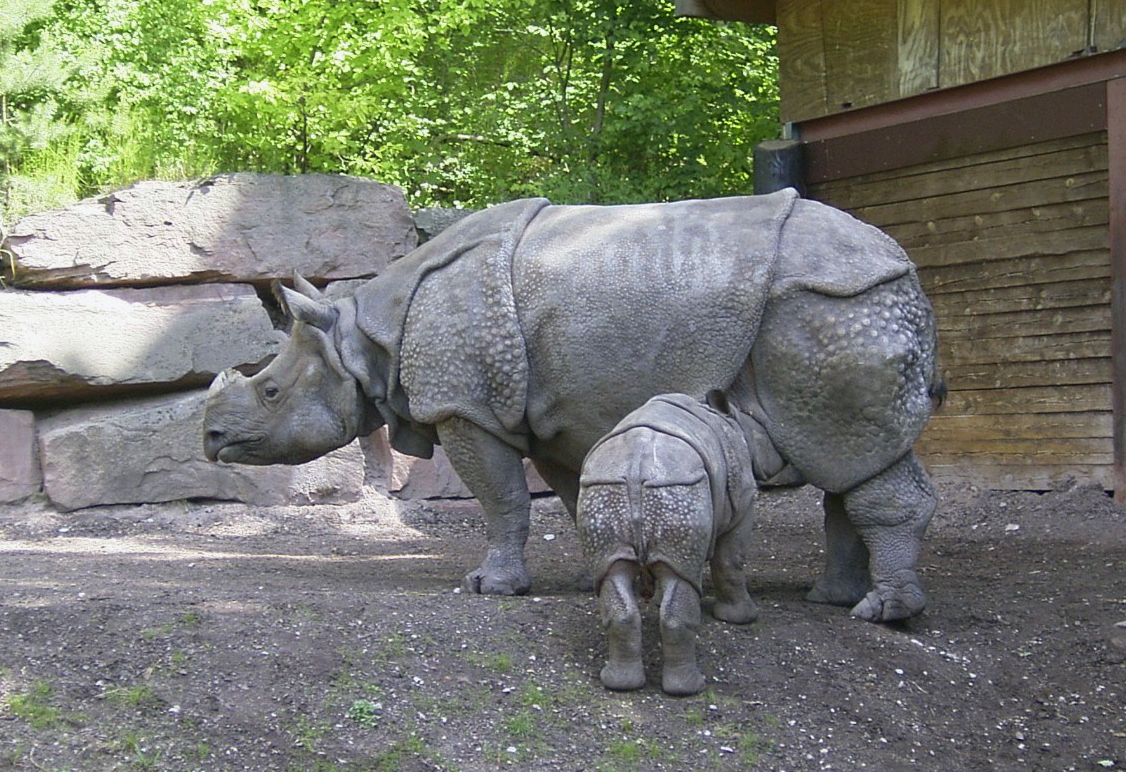
Indiai orrszarvú tehén és borja

Az indiai orrszarvú védelme ma már sikeresnek mondható, hiszen még a 20. század elején létszámuk 200-nál is kevesebb egyedet számlált, addig mára a vadon élő állományt több mint 4000 egyed alkotja. Ennek ellenére a faj továbbra is erőteljesen veszélyeztetett. Jelenleg is zajlanak olyan természetvédelmi programok, melyek célja az indiai orrszarvúk visszatelepítése olyan területekre, ahonnan teljesen eltűntek. Védelmük a nemzeti parkokban és rezervátumokban megoldottnak látszik, ezeken a területeken ugyanis vadőrök vigyázzák az orrszarvúkat. Az egyik legnagyobb veszélyt mindmáig az orvvadászat jelenti. Tülkének ugyanis a tradicionális keleti orvoslásban gyógyhatást tulajdonítanak, fájdalom- és lázcsillapítóként, valamint nemi vágyfokozóként használják. Emellett az emberiség létszámának növekedésének hatására egyre nagyobb területek kerülnek művelésbe, melyek révén az indiai orrszarvúk élőhelyei egyre fogyatkoznak. Az élőhelypusztítás másik következménye az élőhelyek szétdarabolódása, melyek hatására a populációk elszigetelődnek egymástól, így az elkülönült populációk genetikai állománya erősen leromlik.
2013-ban Nepálban sikerült elérni, hogy a vadorzók egyetlen orrszavút sem ejtettek el. A 2011-es állatszámlálás szerint ott 554 indiai orrszarvú élt, 503 a Csitvan Nemzeti Parkban, 24 a Bardija Nemzeti Parkban, hét pedig a Sukla Phant vadrezervátumban.
A Természetvédelmi Világszövetség (IUCN) Vörös Könyvének besorolása szerint „sebezhető” faj.

## Indiai orrszarvúk az állatkertekben

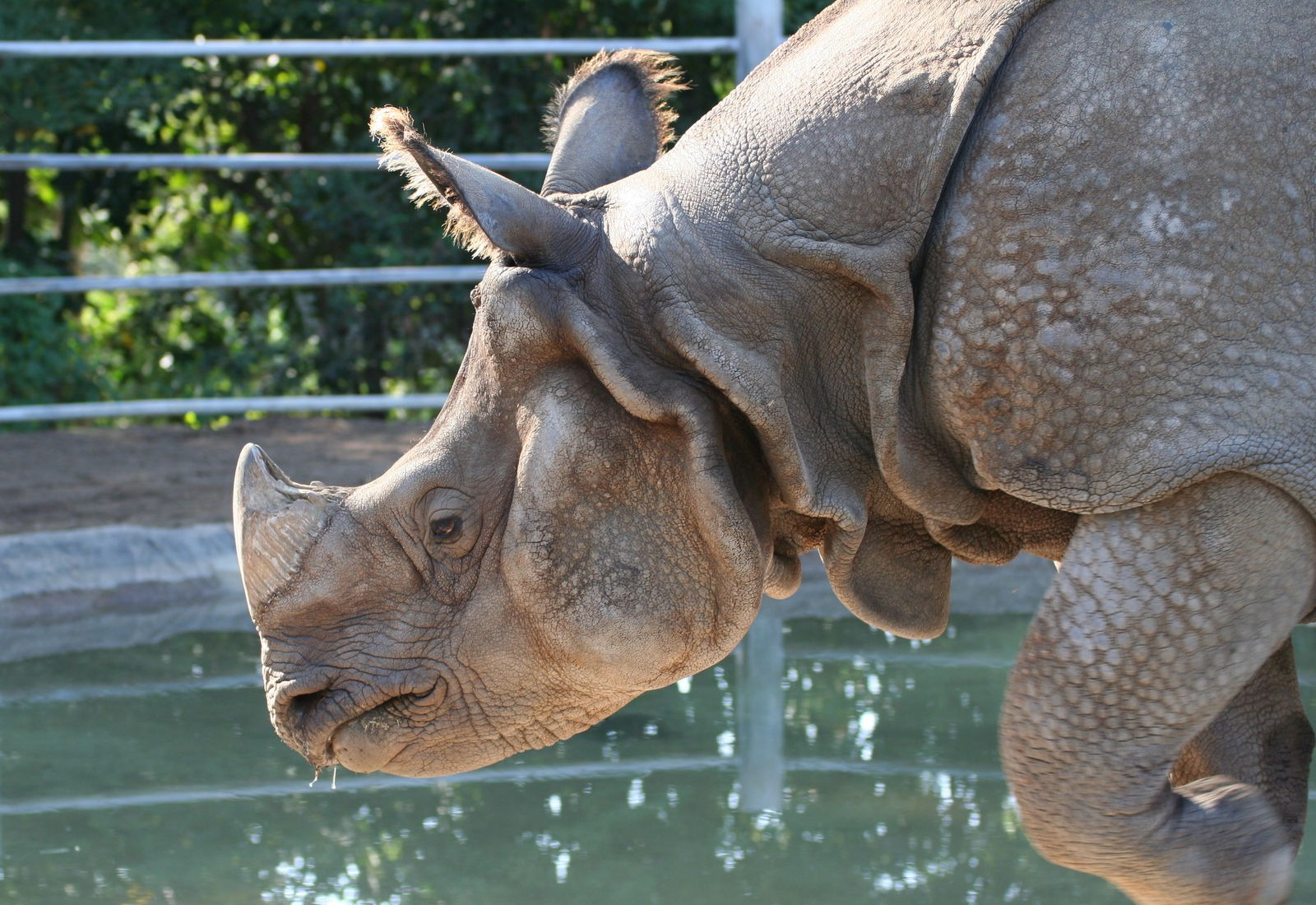
Portré

Az indiai orrszarvú immár közel 500 esztendeje tartja bűvöletben az európai embereket, így mindig is az egyik legnépszerűbb lakója volt az állatkerteknek. Mivel vadon élő állománya veszélyeztetett, így a fajnak Európában is tenyészprogramja van. A fogságban való tenyésztés hozzájárulhat a faj, valamint a faj genetikai állományának fennmaradásához. Népszerűsége miatt az állatkertekben élő orrszarvúk alkalmasak rá, hogy vadon élő fajtársaik nagykövetei legyenek, valamint ráirányítsák az emberek figyelmét a természetvédelem fontosságára. Magyarországon a Nyíregyházi Állatparkban találkozhatunk két fiatal (egy hím és egy nőstény) indiai orrszarvúval. 2018-ban orrszarvúbika született az állatparkban. A Szegedi Vadasparkban 2020 ősze óta tartanak kettő fiatal bikát.

### Indiai orrszarvú a Nyíregyházi Állatparkban

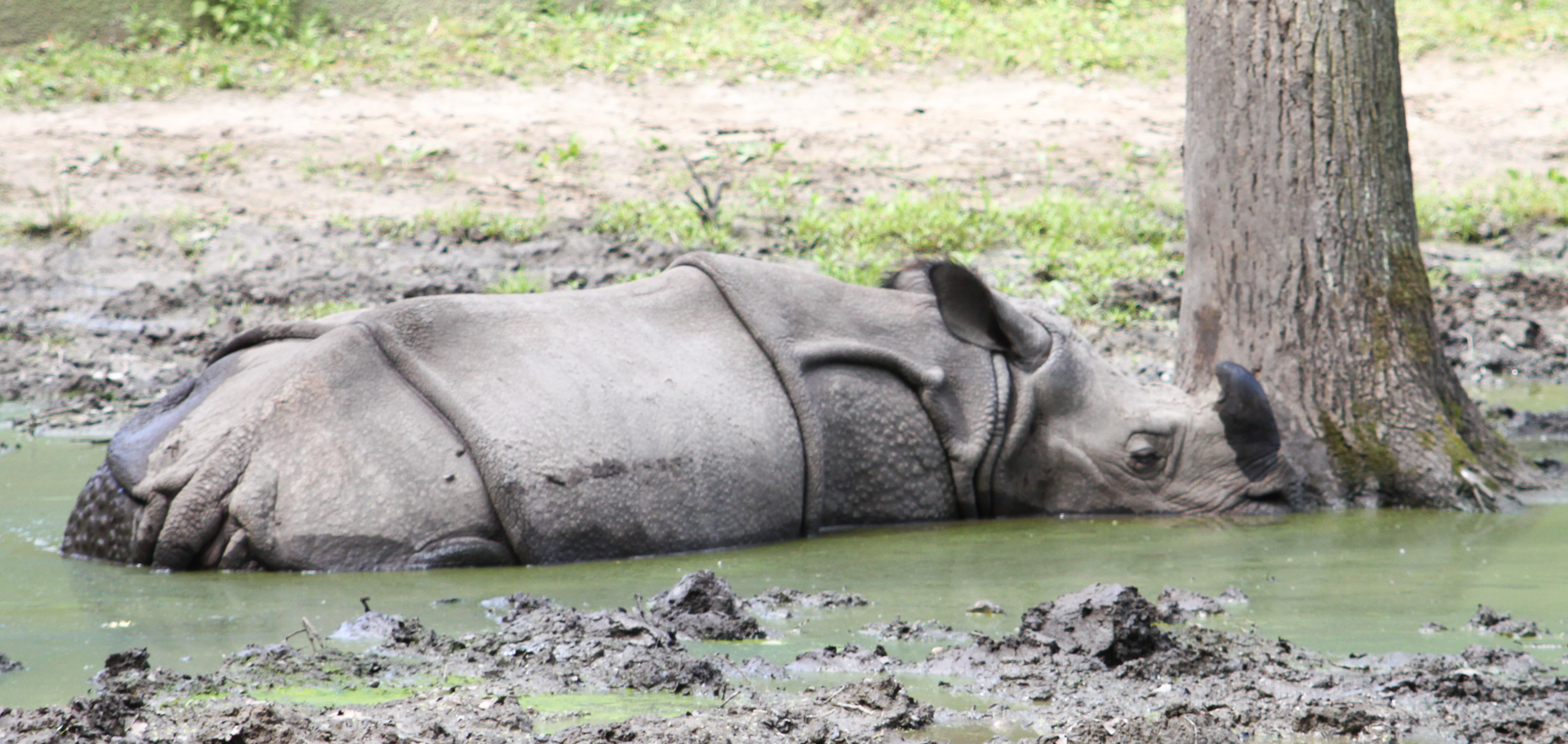
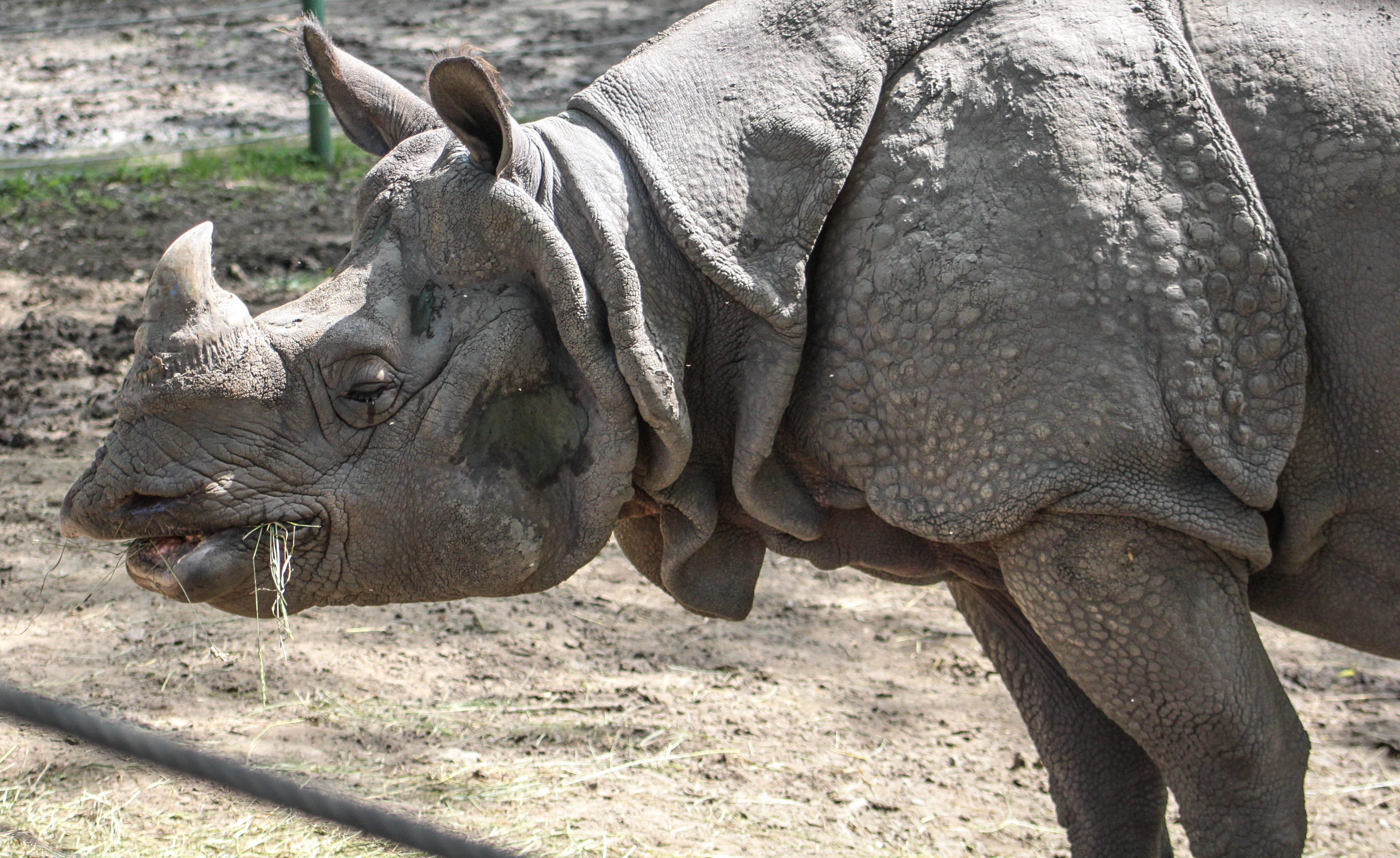
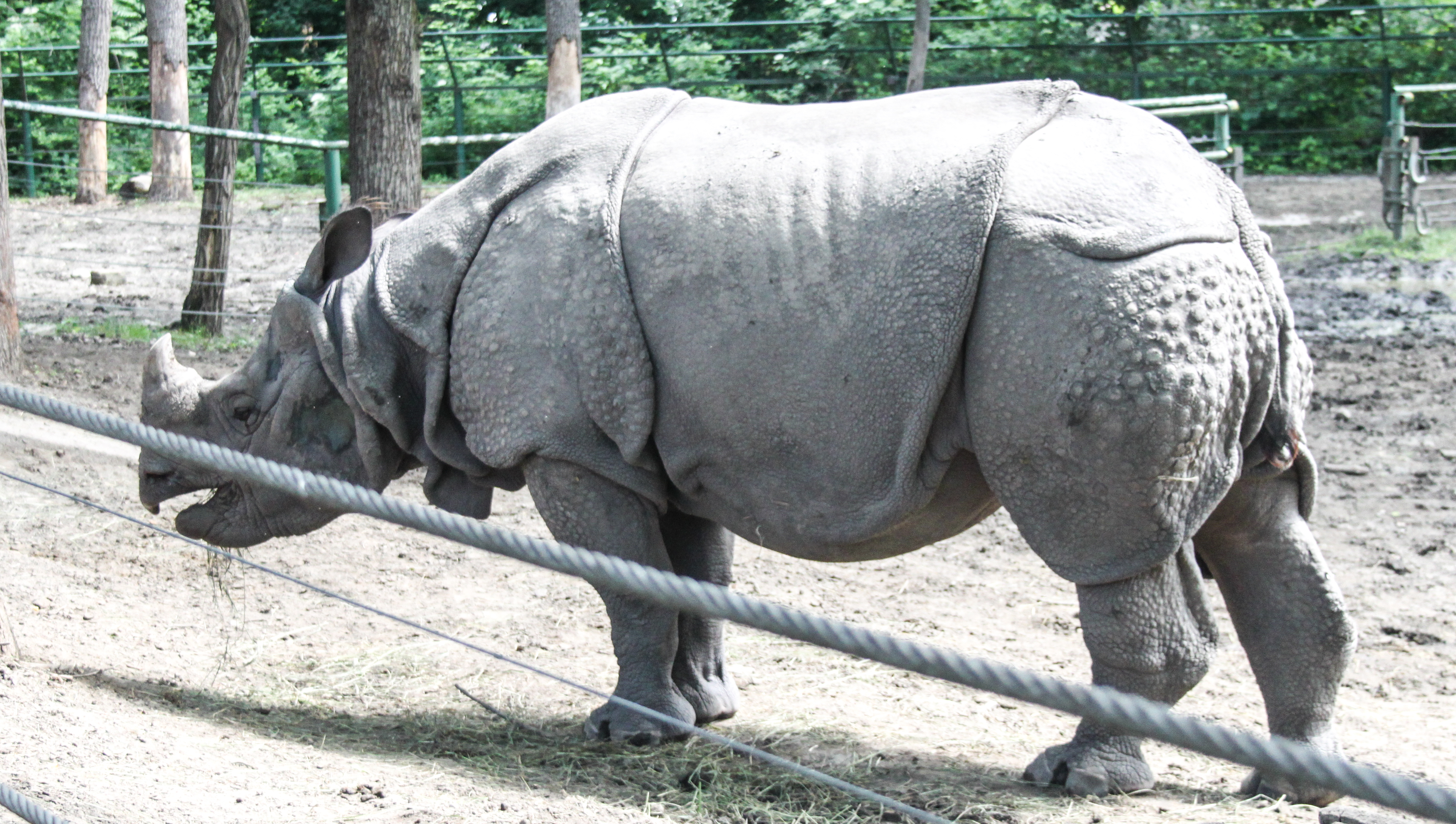

## A művészetben
Albrecht Dürer 1515-ben egy ismeretlen alkotó vázlata és leírása alapján fametszetet készített a római idők óta az első Európába érkezett eleven indiai orrszarvúról. A művet Dürer Rinocéroszának nevezik.